# Comprehensive Knowledge Archive Network
CKAN, acronyme de Comprehensive Knowledge Archive Network, est une application web permettant le stockage et la distribution de données telles que des tableurs ou le contenu de bases de données. CKAN est supporté par l'Open Knowledge Foundation. L'application est inspirée des systèmes de gestion de paquets communs aux systèmes d'exploitation ouvert tel que les distributions GNU/Linux et vise à être le « apt-get de Debian des données ».
Le système est utilisé à la fois comme une plateforme publique sur thedatahub.org et sur divers catalogues de données gouvernementales, tels que le britannique data.gov.uk et le Dutch National Data Register. La Bibliothèque nationale de médecine allemande a également enregistré des jeux de données CKAN pour plus de 650 000 articles de 800 revues scientifiques en médecine et sciences de la vie.
CKAN jouit d'une reconnaissance importante dans le mouvement des données ouvertes tel que l'illustre son utilisation par le portail de gouvernance ouverte des institutions européennes en cours de développement, comme annoncé par Neelie Kroes, et par la version 2 de la plateforme ouverte des données publiques françaises .